# نيكولاي دوروف
نيكولاي فاليريفيتش دوروف (21 نوفمبر 1980) (الروسية: Никола́й Вале́рьевич Ду́ров) هو رياضياتي ومبرمج روسي. وهو الأخ الأكبر لبافل دوروف، الذي أسس معه موقع التواصل الاجتماعي فكونتاكتي، وفي وقت لاحق تيليجرام.

## مسيرته
شارك دوروف في الأولمبياد الدولي للرياضيات أعوام 1996 و 1997 و 1998، وحاز على ميدالية ذهبية في كل من المسابقات الثلاث التي شارك فيها. في أعوام 1995 و 1996 و 1997 و 1998 فاز بميدالية ذهبية وثلاث ميداليات فضية في الأولمبياد الدولي للمعلوماتية. كان عضوًا في فريق جامعة سانت بطرسبرغ آي سي إم الذي فاز في مسابقة (ACM International Collegiate Programming Contest) سنة 2000  و2001.
حصل على أول شهادة دكتوراه من جامعة سانت بطرسبرغ الحكومية في عام 2005. واصل دراسته في جامعة بون حيث حصل على درجة دكتوراه أخرى تحت إشراف غيرد فالتينغز.